# Viatge de Mozart a Berlín

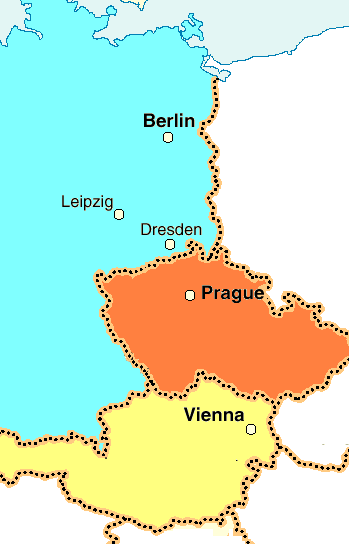
Les ciutats de Viena, Praga, Dresden i Berlín estan aproximadament en un mateix eix nord-sud, entre els estats actuals d'Àustria (color groc), República Txeca (taronja) i Alemanya (blau clar); Leipzig queda una mica a l'oest d'aquest eix. Les distàncies són:
- Viena-Praga, 251 km;
- Praga-Dresden, 118 km;
- Dresden-Leipzig, 102 km, i
- Leipzig-Berlín, 153 km.

El Viatge a Berlín és un dels nombrosos viatges que Wolfgang Amadeus Mozart realitzà al llarg de la seva vida. Aquest viatge va ser un dels més llargs que va realitzar sent ja adult. El va iniciar el 8 d'abril de 1789 i van recórrer diverses ciutats més al nord de la seva ciutat on vivia, Viena, entre les quals cal destacar Praga, Leipzig i Dresden. El retorn a Viena es produí el 4 de juliol de 1789.

## Antecedents i sortida
El viatge va tenir lloc durant un període difícil en la carrera de Mozart, ja que no guanyava massa diners amb els concerts i els ingressos per la composició d'òperes no milloraven la seva situació econòmica. Havia de manllevar diners –per exemple, al seu amic Michael Puchberg– i la seva situació financera era molt inquietant.
El viatge de Mozart a Berlín era gratuït: acompanyava el seu patró, aristòcrata i company maçó, el príncep Karl von Lichnowsky, que tenia els seus propis motius per visitar Berlín. Oferí a Mozart que l'acompanyés.
Mozart i Lichnowsky sortiren de Viena el matí del 8 d'abril de 1789. Arribaren a Praga el 10 d'abril. En una carta escrita aquell dia a la seva dona, Constanze, Mozart li donà bones notícies; l'oboista Friedrich Ramm, que viatjava a Berlín, li comentà que Frederic Guillem II de Prússia l'estaria esperant ansiós a Potsdam. El Rei era una possible gran font d'ingressos tant pels concerts com pels encàrrecs de noves composicions. Mozart també va informar Constanze que havia arribat a un acord amb Domenico Guardasoni, el director italià de l'Òpera de Praga, per compondre una nova òpera per un import de 250 ducats (uns 1.000 florins).

## Itinerari

### Dresden

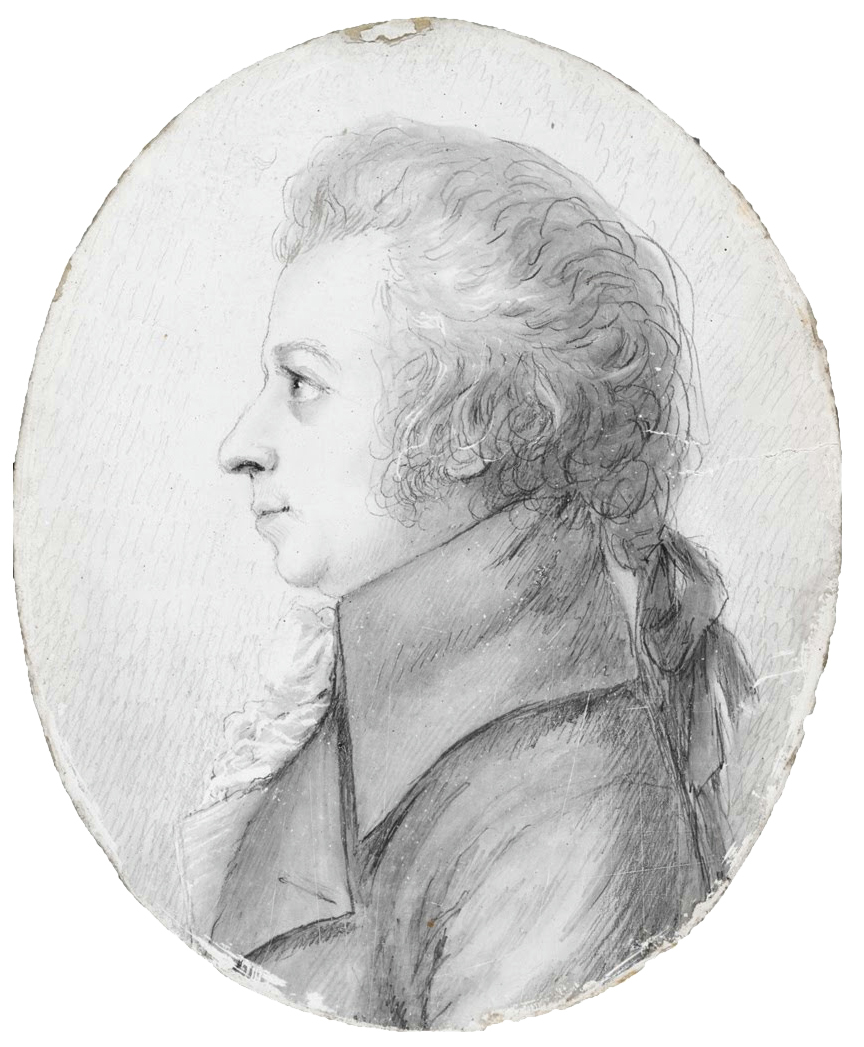
Retrat de Mozart realitzat per Dora Stock el 1789, durant la seva visita a Dresden.

Van arribar a Dresden el 12 d'abril; Mozart i Lichnowsky es van allotjar a l'Hôtel de Pologne. Aquest hotel fou l'escenari d'un concert l'endemà: comenta Deutsch, "Mozart va interpretar quartets amb l'organista Anton Teyber i el violoncel·lista Anton Kraft; també van tocar el Trio per a corda, K. 563". En el mateix concert, Mozart va acompanyar la seva amiga Josepha Duschek que també havia viatjat a Dresden des de casa a Praga. Duschek cantà àries de Les noces de Fígaro i Don Giovanni. En una carta a la seva esposa Constanze, Mozart escriu que van tocar un quartet a la capella de l'hotel. "Wir Hatten bei uns a l'hotel de Boulogne ein Quartett arrangirt. - Wir machten és in der Kappelle mit Antoine Tayber... "
L'endemà, Mozart va actuar per l'elector Frederic agost I de Saxònia i la seva esposa Amalie. Entre els seus col·laboradors hi havia el violoncel·lista de nou anys Nikolaus Kraft i, un cop més, Josepha Duschek. Mozart va tocar el Concert de la «Coronació», K. 537 que acabava de compondre i l'endemà va rebre una caixa de rapè amb 100 ducats. El 15 d'abril, tres dies després de la seva arribada, Mozart va dinar amb l'ambaixador rus, el príncep Alexander Belovselsky-Beloserky, i després organitzà una competició d'habilitats, primer amb l'orgue i després amb el piano, enfrontant-se a l'organista Johann Wilhelm Hässler.
Cap al 16 o 17 d'abril, Mozart realitzà una visita al regidor consistorial Christian Gottfried Körner, un amic de Friedrich Schiller. La cunyada de Körner, Dora Stock, era una artista talentosa i va tenir l'ocasió de fer l'esbós d'un retrat de Mozart amb punta de plata sobre una taula d'ivori. Aquest hauria de ser l'últim retrat realitzat en vida del compositor.

### Leipzig

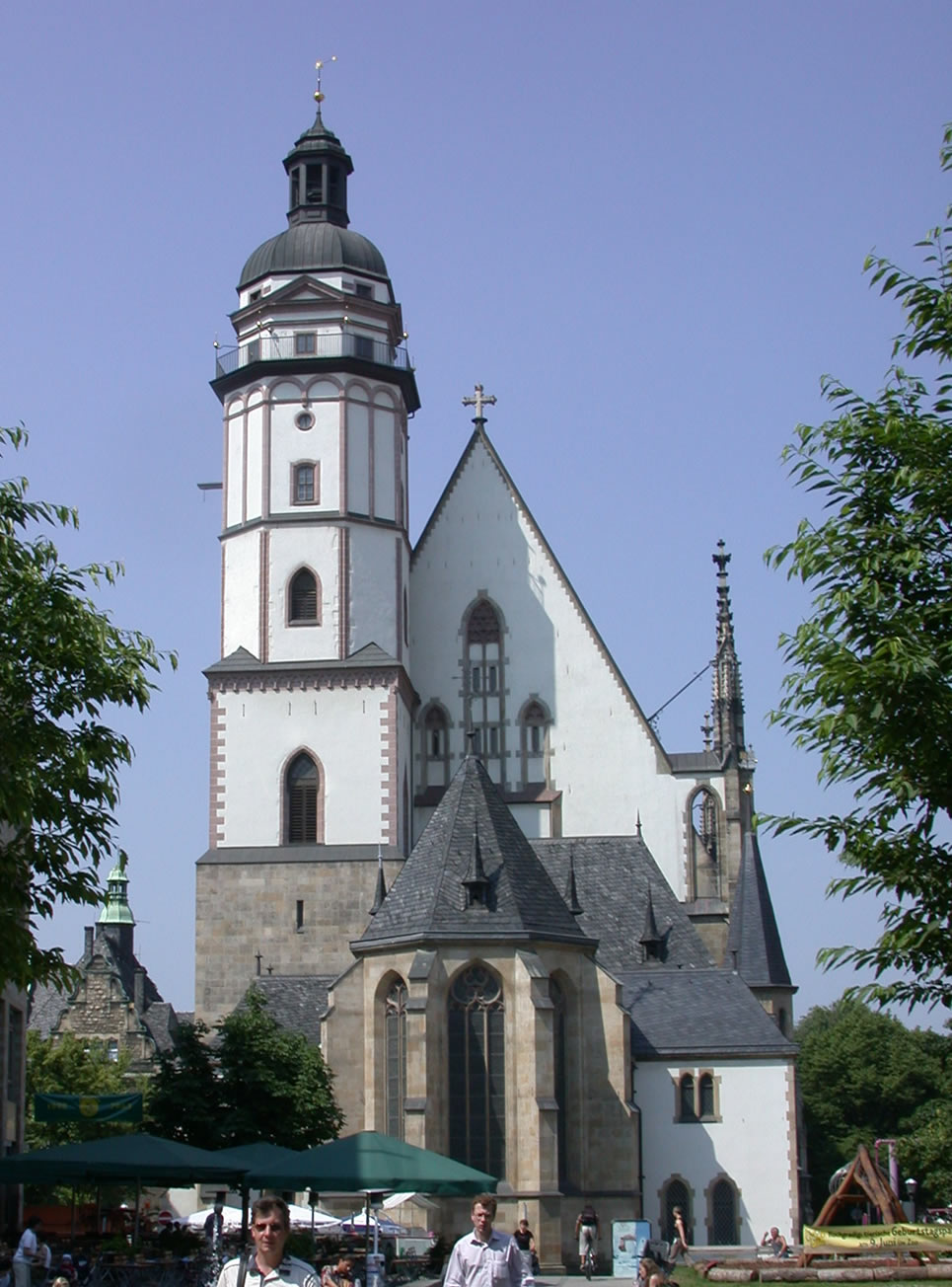
Mozart improvisà algunes peces mentre tocava l'orgue de l'església de Sant Tomàs (Thomaskirche) de Leipzig.

El 18 d'abril, Lichnowsky i Mozart van partir cap a Leipzig, on van arribar dos dies més tard. L'estada de Mozart a la ciutat va ser de tres dies. Va visitar la famosa església de Sant Tomàs (Thomaskirche), on Johann Sebastian Bach treballà com a director musical durant molts anys. Mozart s'havia convertit en un gran admirador de la música de Bach ja en els seus primers anys a Viena, gràcies a la influència de Gottfried van Swieten. Mozart va poder tocar l'orgue de l'església. El cantor Johann Friedrich Doles, que havia estat alumne de Bach i de l'organista Karl Friedrich Gorner, el fill de Johann Gottlieb Gorner, va activar el mecanisme de l'orgue perquè Mozart pogués tocar. Probablement en aquesta ocasió, el cor de la Thomasschule interpretà el motet de Bach Singet dem Herrn ein neues Lied, BWV 225, i Mozart va poder estudiar la partitura.

### Berlín
El 23 d'abril, Mozart va viatjar de Leipzig a Potsdam, prop de Berlín, on el rei Frederic Guillem II de Prússia tenia la seva residència principal. Hi va arribar el dia 25 d'abril. Mozart, en una carta, explicà a la seva dona que el Rei estava ansiós per conèixer-lo. Si és així, l'arribada va ser una decepció segons testifica el següent document de la cort:
Algú anomenat Mozart (qui en el seu ingrés va declarar ser un mestre de capella de Viena) informa que va arribar aquí acompanyat del Príncep Lichnowsky, que desitjava posar el seu talent davant els peus de Sa Sobirana Majestat i esperava que La seva Sobirana Majestat el rebés.
Llegint això, el Rei gargotejà al marge del document, "Directeur du Port", que significava que Mozart hauria de posar-se en contacte amb Jean-Pierre Duport, el director de música de cambra real. Segons Deutsch, Mozart "no tenia bona relació" amb Duport. El 29 d'abril, en un intent per "congraciar-se amb ell", Mozart va compondre unes variacions sobre un minuet de Duport (Nou variacions en re major sobre un minuet de Jean-Pierre Duport, K. 573). Malauradament, no els van concedir cap audiència real i, veritablement, no hi ha cap prova sòlida que Mozart en tingués cap abans d'abandonar Potsdam.

### Un altre cop a Leipzig
Mozart va tornar a Leipzig encara uns deu dies; hi arribà el 8 de maig per donar un concert al Gewandhaus el dia 12 de maig. El programa del concert estava compost totalment per obres de Mozart. S'interpretaren els concerts per a piano K. 456 i K. 503, dues escenes per a soprano (K. 505 i K. 528) –cantades per Josepha Duschek–, la fantasia per a piano solista K. 475 i dues simfonies sense numeració. Seguint el costum de l'època, la primera de les simfonies fou escindida i es tocà el primer dels dos moviments al començament del concert i el segon després de l'intermedi.
El concert va ser organitzat amb poca temps d'antelació i, pel que sembla, no va tenir molta afluència de públic. El 16 de maig Mozart explocà per carta a Cosntaze que "des del punt de vista dels aplaudiments i l'èxit el concert va ser absolutament magnífic, però els beneficis han estat lamentablement escassos". A més, el príncep Lichnowsky, que havia viatjat amb Mozart tot aquest temps, va abandonar Leipzig a mitjans del mes de maig i la resta del viatge, Mozart el realitzà en solitari.
Mozart va romandre a Leipzig fins al 17 de maig, en part a causa dels seus desitjos (segons informat en una carta a Constanze) de romandre en companyia d'un grup d'amics que també estaven visitant la ciutat (Johann Leopold Neumann, Frau Neumann i Josepha Duschek). La seva sortida també es va demorar, segons informà a la seva dona, per l'escassetat de cavalls per viatjar.

### Retorn a Berlín ... i cap a casa
Mozart marxà cap a Berlín i hi arribà el 19 de maig. En les seves cartes a Constanze informa que en la segona estada a Berlín va actuar davant el Rei i la Reina al palau reial el 26 de maig i que va rebre 100 friedrichs d'or (uns 800 florins) i diversos encàrrecs del Rei; havia de compondre sis quartets de corda i un conjunt de sis sonates per a piano, musicalment fàcils, per a la princesa Frederica.
La nit en què Mozart arribà a Berlín, pel que sembla, pogué assistir a una representació de la seva òpera El rapte en el serrall. Els diaris locals, en aquell moment, no es van fer ressò de la seva presència; però en va quedar constància molt més tard, el 1856, en la publicació de les memòries pòstumes del distingit literat alemany Ludwig Tieck (1773-1853). Tieck no tenia més de 16 anys en aquella època i es refereix a si mateix en tercera persona:
El respecte de Ludwig vers Mozart va ser recompensat d'una manera sorprenent. Una tarda de 1789, quan entrava al teatre dèbilment enllumenat i encara buit, abans del començament de la representació, com tenia per costum, va captar l'interès d'un home situat al fossat de l'orquestra a qui no coneixia. Era petit, de moviments ràpids, agitat i amb una expressió estúpida a la seva cara: una figura poc atractiva amb un abric gris. Anava d'un faristol a un altre i semblava que mirava amb cura la música que havia escrit en les seves partitures. Ludwig per fi va entaular conversa amb ell. Van parlar de l'orquestra, del teatre, de l'òpera i del gust del públic: va expressar els seus punts de vista de manera oberta, però va parlar de les òperes de Mozart amb una profunda admiració. "Llavors vostè sovint escolta les òperes de Mozart i és aficionat a elles? ", Va preguntar el foraster, "és molt bo el jove". Van continuar la seva conversa una estona més, l'auditori es va anar omplint lentament i finalment el foraster fou cridat per algú a l'escenari. Les seves paraules van estranyar a Ludwig i va fer investigacions. Era el mateix Mozart, el gran mestre, qui havia estat parlant amb ell i li havia expressat el seu punt de vista.
Mozart abandonà Berlín el 28 de maig i passà per Dresden de camí cap a Praga, on hi va estar tres dies, des del 31 de maig al 2 de juny. Finalment, arribà a Viena el migdia del dia 4 de juny.